# Loretta Young
Loretta Young, (Salt Lake City, Utah, 1913. január 6. – Los Angeles, Kalifornia, 2000. augusztus 12.) Oscar-díjas, kétszeres Golden Globe-díjas és háromszoros Primetime Emmy-díjas amerikai színésznő. Karrierjét gyermekszínészként kezdve a harmincas és negyvenes évek vezető színésznőjévé lépett elő, az ötvenes években pedig saját televíziós műsorát, a Loretta Young Showt (vagy Letter to Lorettát) vezette, ami hat évadot élt meg.

## Élete

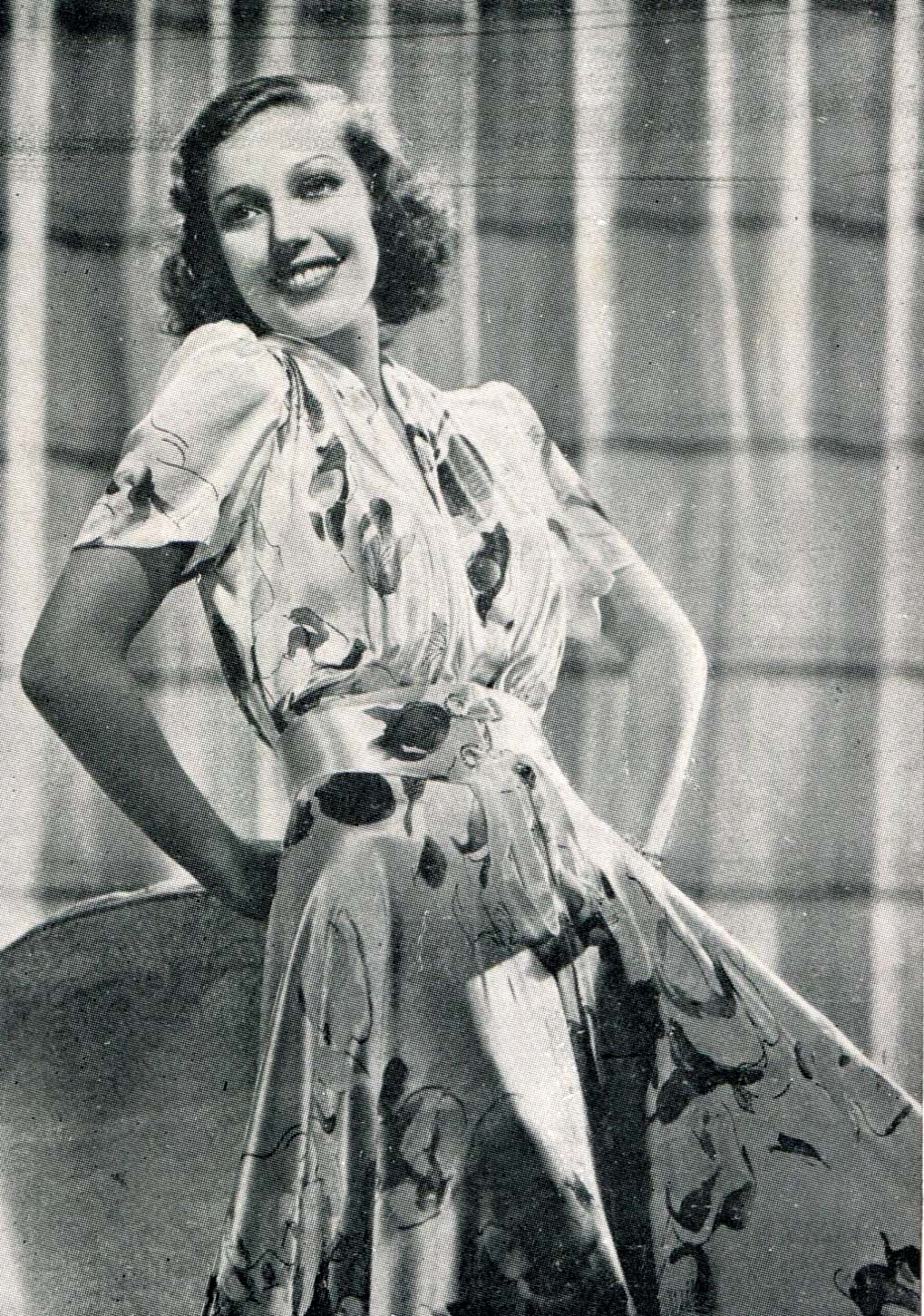
Young 1936-ban

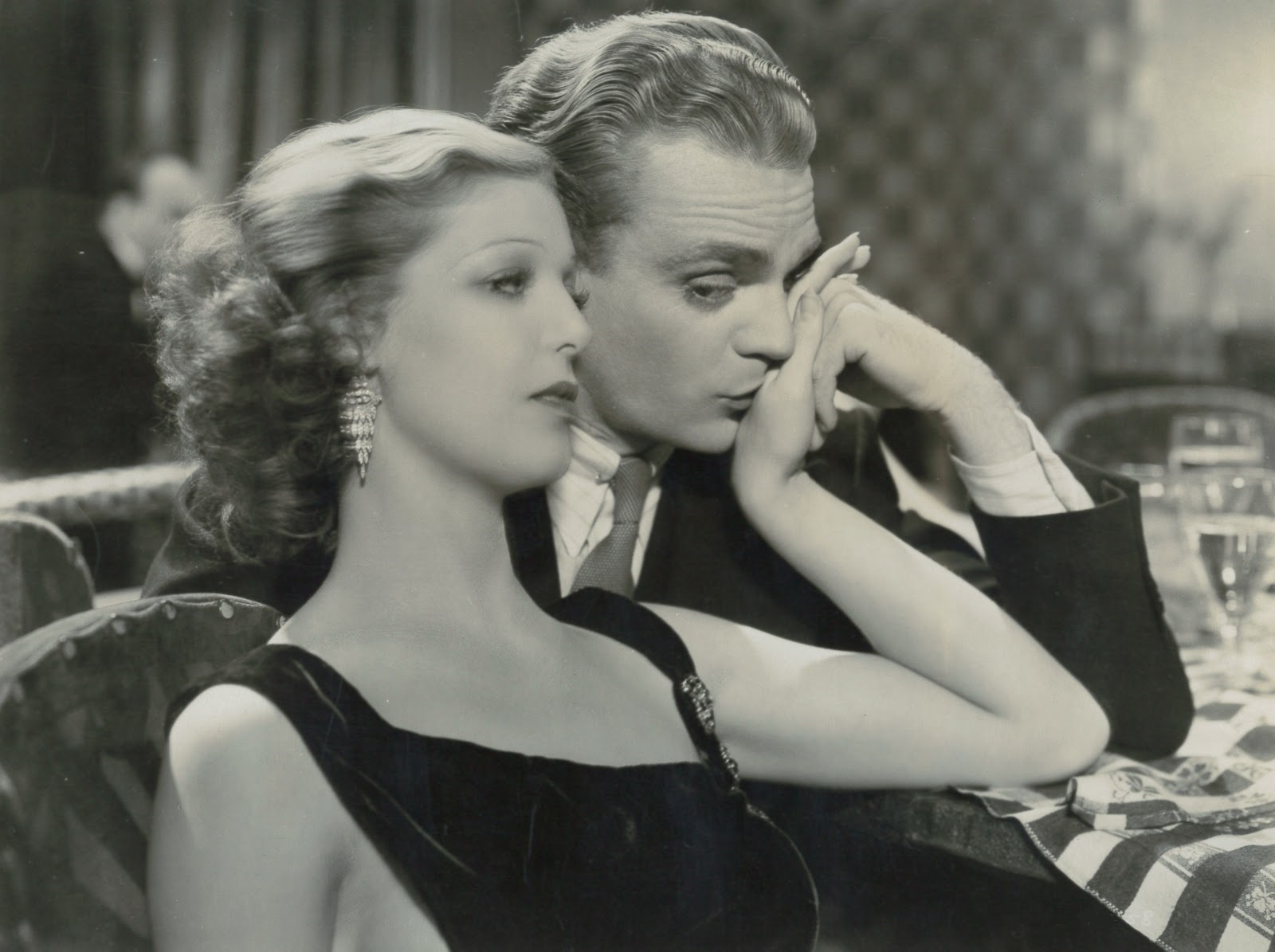
Young és James Cagney a Taxi! című filmben (1932)

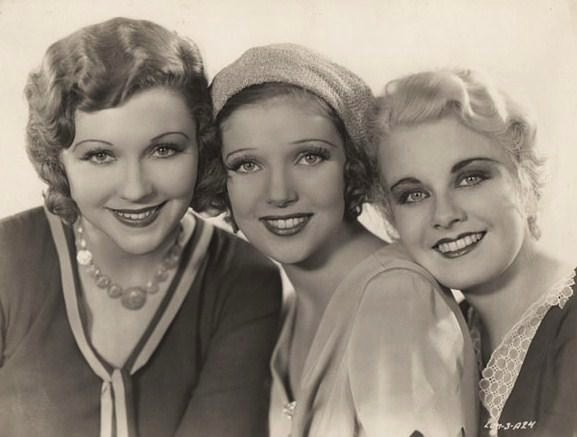
Joyce Compton, Young és Joan Marsh – Three Girls Lost (1931)

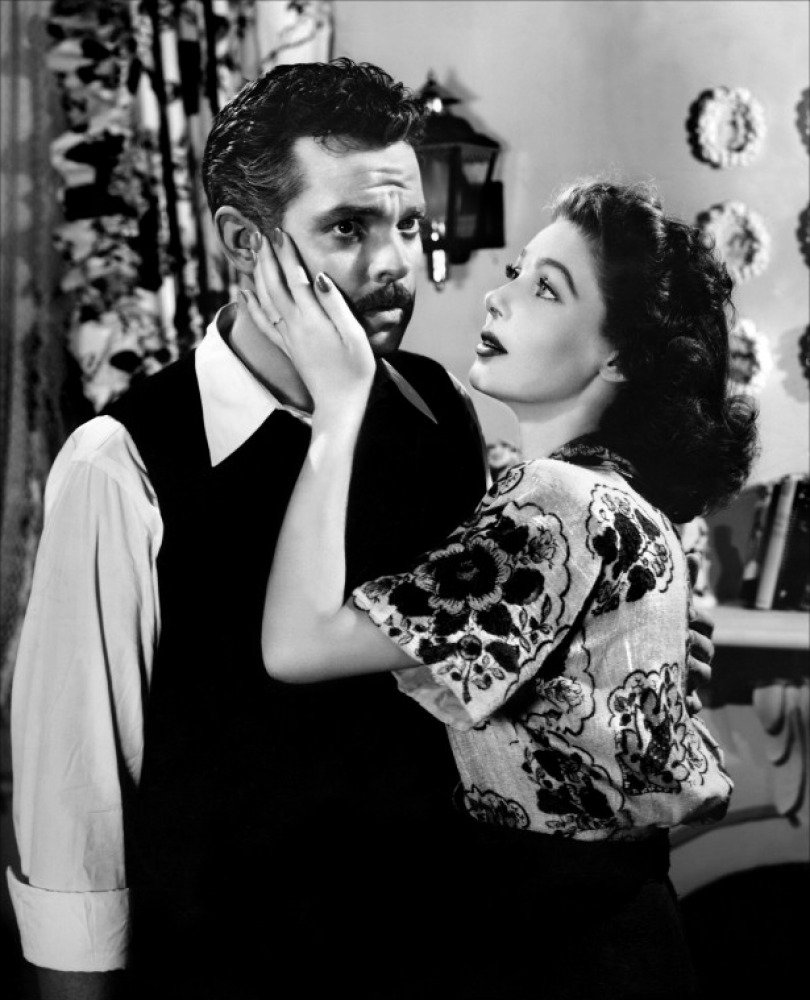
Orson Wellesszel a Strangersben (1946)

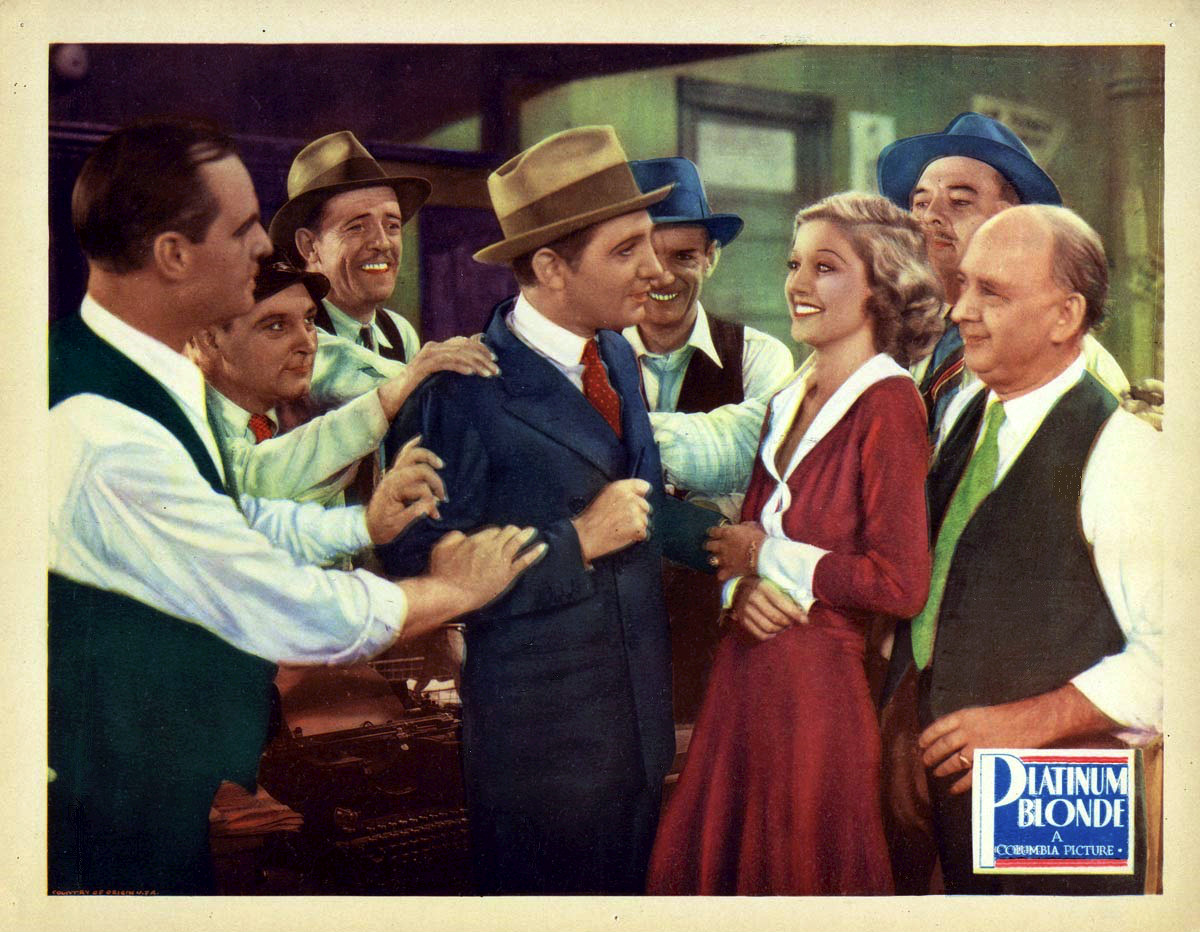
A Platinaszőke című film szórólapja

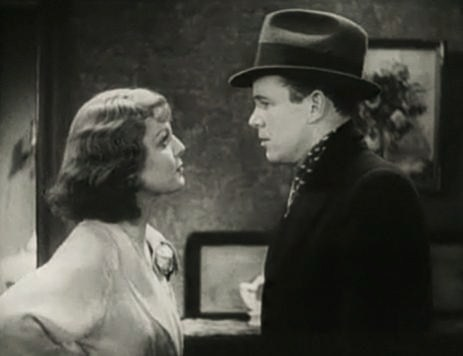
She Had to Say Yes (1933)

Gretchen Michaela Young néven született 1913-ban, a család legfiatalabb tagjaként. Szülei, John Earle Young és Gladys Royal, elváltak, amikor hároméves volt. Young nővéreivel, Polly Ann-nel, Elizabeth Jane-nel és édesanyjával Los Angelesbe költözött, ahol panziót nyitottak. Young négyéves korától némafilmekben szerepelt a nővéreivel. Tízéves korában Young édesanyja újra házasodott az egyik panziólakóval, George Belzerrel, akitől egy negyedik lánya, Georgianna született. Young a Ramona Zárdaiskolába járt a nővéreivel, de tizennégyévesen visszatért Hollywoodba, hogy szerződést kössön a First National Stúdióval (a későbbi Warner Bros.-szal), és felvette a Loretta művésznevet.
Young gyermekszínészből vezető filmszínésszé lépett elő, a harmincas és negyvenes évek jól fizetett sztárjává vált. Olyan neves rendezőkkel dolgozott együtt, mint Frank Capra (Platinaszőke, 1931), Cecil B. DeMille (Keresztes hadjárat, 1935) és William A. Wellman (Heroes for Sale, Midnight Mary, 1933, A vadon szava, 1935). Partnereinek tudhatott olyan híres színészeket, mint Cary Grant, Spencer Tracy, Tyrone Power vagy Clark Gable.
Young 1947-ben Oscar-díjat nyert a The Farmer's Daughter című romantikus vígjátékért, 1949-ben pedig egy apácát alakítva kapta meg másodszor is a díjat a Come to the Stable című filmben.
1953-tól csak a televíziónak dolgozott. Saját antológia sorozata, a Loretta Young Show nyolc évadot ért meg és három Primetime Emmy-díjat nyert el. A műsor 1961-ig futott. Young ezután adományokat gyűjtött katolikus jótékonysági szervezeteknek. A nyolcvanas években még két televíziós film kedvéért visszatért a képernyőre, azután már csak jótékonykodott. Young petefészekrákban hunyt el 2000-ben.

### Magánélete
Első házasságát Grant Withersszel kötötte meg tizenhétévesen 1930-ban. A házasságot a következő évben érvénytelenítették. 1940-ben Young feleségül ment Thomas H. A. Lewis televíziós producerhez, akitől két fia született, Christopher és Peter. A házasságuk majd harminc évig tartott, 1969-ben váltak el. 
Harmadik férjével, a jelmeztervező Jean Louisszal (1994-től) haláláig együtt maradt.
1994-ben Young örökbefogadott lánya, Judy Lewis nyilvánosságra hozta, hogy valójában Clark Gable és Young igazi lánya. Young életében meg nem erősítette és le sem tagadta ezt. Kérésére halála után jelent meg könyve, amiben elismerte, hogy 1935-ben A vadon szava forgatása alatt teherbe esett Gable-től, aki akkor házas ember volt. Young várandóssága alatt Európába utazott, majd visszatért, és a kislányát egy árvaháznak adta. Hat hónappal később örökbefogadta.

## Filmográfia

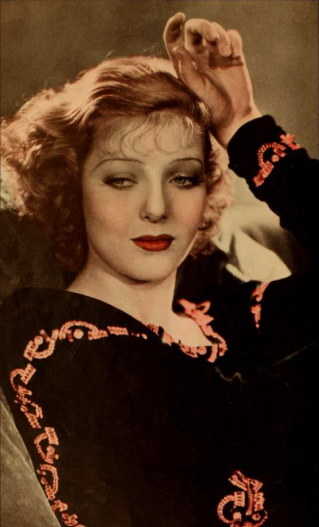
Young a Photoplay magazinban (1932)

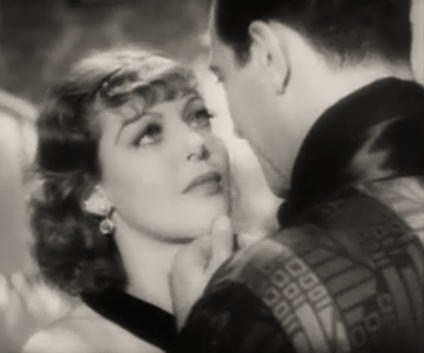
Midnight Mary (1933) Ricardo Cortezzal

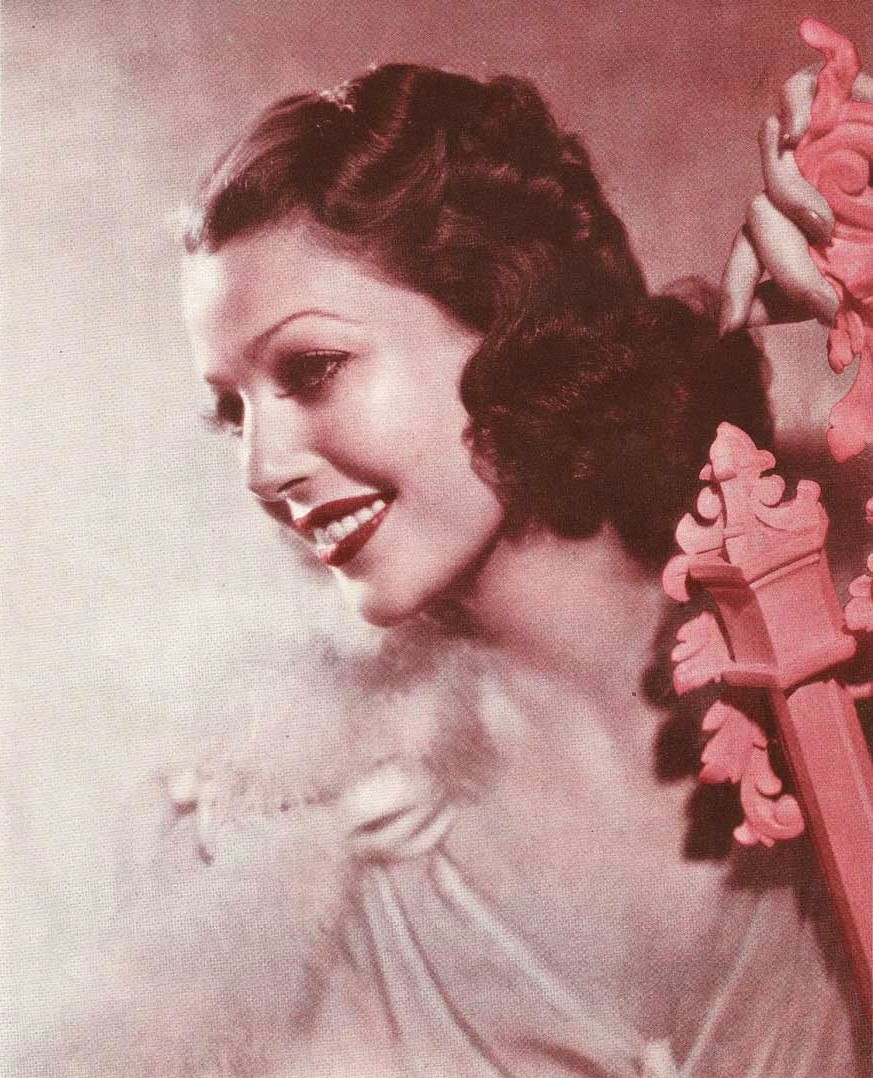
Young az Argentín Magazinban (1938)

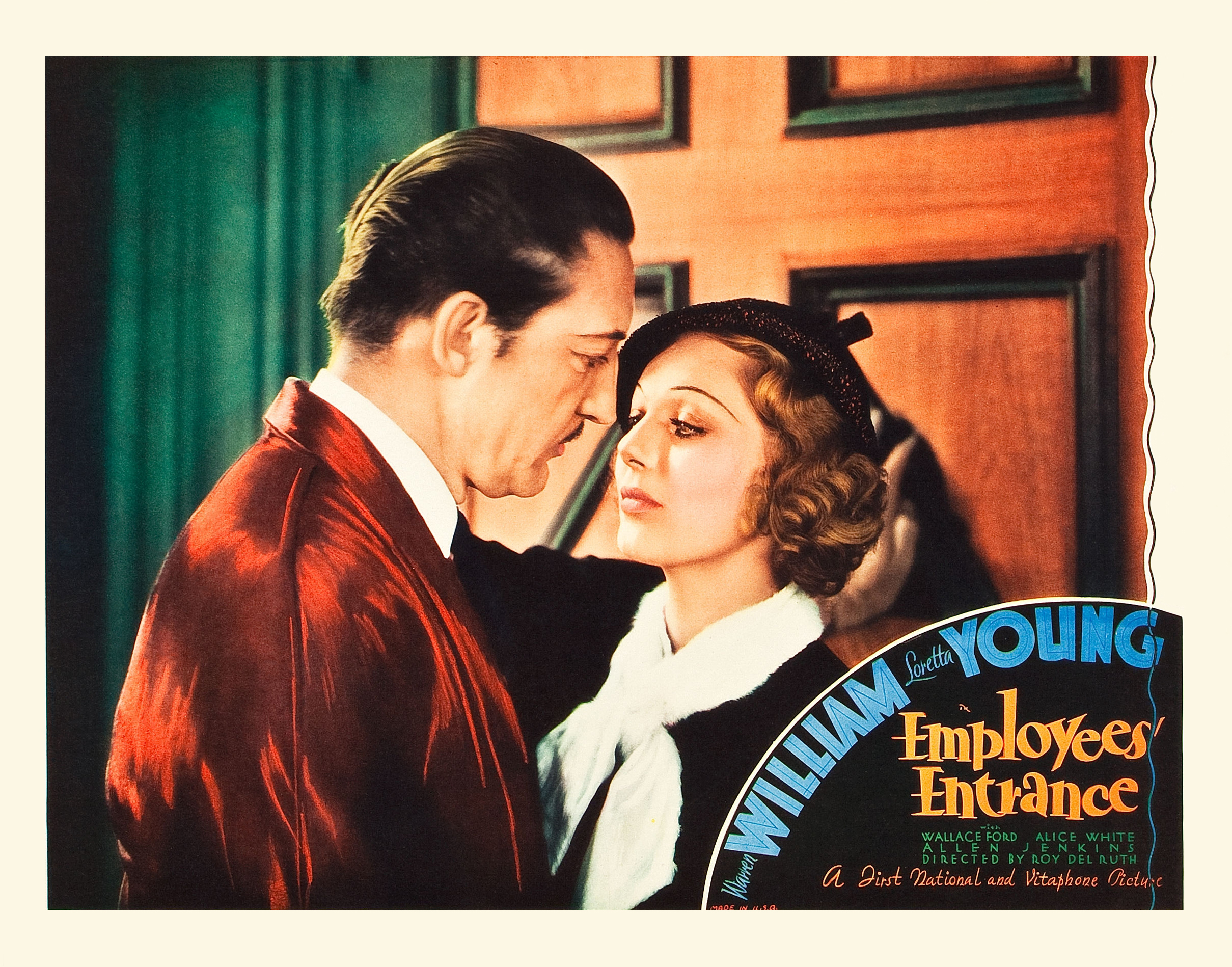
Employees' Entrance poszter

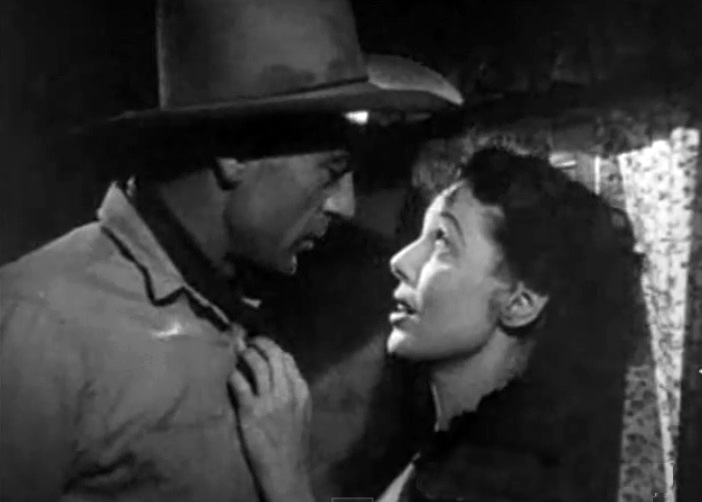
Gary Cooper és Young az És akkor jött Jones című filmben (1945)

### Filmek
| Év   | Cím                                       | Szerep                                        | Megjegyzés |
| ---- | ----------------------------------------- | --------------------------------------------- | --- |
| 1917 | The Primrose Ring elveszett film          | tündér (nincs a stáblistán)                   | rendezte Robert Z. Leonard főszerepben Mae Murray                                                                                   |
| 1917 | Sirens of the Sea                         | gyermek                                       | főszerepben Louise Lovely |
| 1919 | The Only Way                              | gyermek az asztalon                           | |
| 1921 | White and Unmarried                       | gyermek (nincs a stáblistán)                  | főszerepben Thomas Meighan és Jacqueline Logan                                                                                      |
| 1921 | A sejk                                    | arab gyermek (nincs a stáblistán)             | főszerepben Rudolph Valentino és Agnes Ayres                                                                                        |
| 1927 | Her Wild Oat                              | nő a ping-pong asztalnál (nincs a stáblistán) | főszerepben Colleen Moore |
| 1928 | The Whip Woman elveszett film             | a lány                                        | főszerepben Estelle Taylor és Antonio Moreno                                                                                        |
| 1928 | Laugh, Clown, Laugh                       | Simonetta                                     | partner Lon Chaney |
| 1928 | The Magnificent Flirt elveszett film      | Denise Laverne                                | partnerei Albert Conti és Florence Vidor                                                                                            |
| 1928 | The Head Man elveszett film               | Carol Watts                                   | partner: Charles Murray |
| 1928 | Scarlet Seas                              | Margaret Barbour                              | főszerepben Richard Barthelmess és Betty Compson                                                                                    |
| 1929 | Seven Footprints to Satan                 | áldozat (nincs a stáblistán)                  | horrorfilm, főszerepben Thelma Todd és Creighton Hale                                                                               |
| 1929 | The Squall                                | Irma                                          | rendezte Korda Sándor, főszerepben Myrna Loy, Richard Tucker és Alice Joyce                                                         |
| 1929 | The Girl in the Glass Cage elveszett film | Gladys Cosgrove                               | |
| 1929 | Fast Life elveszett film                  | Patricia Mason Stratton                       | partnerei Douglas Fairbanks Jr. és William Holden                                                                                   |
| 1929 | The Careless Age elveszett film           | Muriel                                        | főszerepben Douglas Fairbanks Jr. és Carmel Myers                                                                                   |
| 1929 | The Forward Pass elveszett film           | Patricia Carlyle                              | partner Douglas Fairbanks Jr. |
| 1929 | Csodák csodája                            | előadóművész                                  | musical revue, felléptek pl. John Barrymore, Richard Barthelmess, Myrna Loy, Betty Compson, Douglas Fairbanks Jr., Dolores Costello |
| 1930 | Loose Ankles                              | Ann Harper                                    | partner Douglas Fairbanks Jr. |
| 1930 | The Man from Blankley's                   | Margery Seaton                                | partner John Barrymore |
| 1930 | Show Girl in Hollywood                    | Önmaga                                        | cameoszerep |
| 1930 | The Second Floor Mystery                  | Marion Ferguson                               | partnerei H. B. Warren és Grant Withers                                                                                             |
| 1930 | Road to Paradise                          | Mary Brennan Margaret Waring                  | |
| 1930 | Kismet                                    | Marsinah                                      | partnerei Otis Skinner és Davis Manners                                                                                             |
| 1930 | The Truth About You                       | Phyllis Ericson                               | partnerei Conway Tearle és Davis Manners                                                                                            |
| 1930 | The Devil to Pay                          | Dorothy                                       | |
| 1931 | Beau Ideal                                | Isobel Brandon                                | főszerepben Frank McCormick és Ralph Forbes                                                                                         |
| 1931 | The Right of Way                          | Rosalie Evantural                             | |
| 1931 | Three Girls Lost                          | Norene McMann                                 | partner John Wayne és Lew Cody |
| 1931 | Too Young to Marry                        | Elaine Bumpstead                              | |
| 1931 | Big Business Girl                         | Claire "Mac" McIntyre                         | partnerei Frank Albertson és Ricardo Cortez                                                                                         |
| 1931 | I Like Your Nerve                         | Diane Forsythe                                | partnerei Douglas Fairbanks Jr. és Henry Kolker                                                                                     |
| 1931 | Platinaszőke                              | Gallagher                                     | rendezte Frank Capra partnerei Jean Harlow és Robert Williams                                                                       |
| 1931 | The Ruling Voice                          | Gloria Bannister                              | partner Walter Huston |
| 1932 | Taxi!                                     | Sue Riley Nolan                               | partner James Cagney |
| 1932 | A baltás ember                            | Sun Toya San                                  | partnerei Edward G. Robinson és Dudley Digges                                                                                       |
| 1932 | Play Girl                                 | Buster "Bus" Green Dennis                     | |
| 1932 | Week-End Marriage                         | Lola Davis Hayes                              | |
| 1932 | Life Begins                               | Grace Sutton                                  | partner Eric Linden |
| 1932 | They Call It Sin                          | Marion Cullen                                 | partnerei George Brent és Una Merkel                                                                                                |
| 1933 | Employees' Entrance                       | Madeline                                      | partner Warren William |
| 1933 | Grand Slam                                | Marcia Stanislavsky                           | partner Lukács Pál |
| 1933 | Forradalom az állatkertben                | Eve                                           | partner Gene Raymond |
| 1933 | The Life of Jimmy Dolan                   | Peggy                                         | partner Douglas Fairbanks Jr. |
| 1933 | Heroes for Sale                           | Ruth                                          | rendezte: William A. Wellman partner Richard Barthelmess                                                                            |
| 1933 | Midnight Mary                             | Mary Martin                                   | rendezte: William A. Wellman partnerei Franchot Tone és Ricardo Cortez                                                              |
| 1933 | She Had to Say Yes                        | Florence Denny                                | |
| 1933 | Dezertőr – Az idegenlégió ördöge          | Margot Lesesne                                | partner Victor Jory |
| 1933 | Az én házam az én váram                   | Trina                                         | partner Spencer Tracy |
| 1934 | Caravan                                   | Wilma grófné                                  | partner Charles Boyer |
| 1934 | The House of Rothschild                   | Julie Rothschild                              | partner George Arliss |
| 1934 | Born to Be Bad                            | Letty Strong                                  | partner Cary Grant |
| 1934 | Megöltek egy embert                       | Lola Field                                    | partner Ronald Colman |
| 1934 | Asszonyok fehérben                        | June Arden                                    | partner John Boles |
| 1935 | India cézárja                             | Margaret Maskelyne                            | partner Ronald Colman |
| 1935 | Sanghai                                   | Barbara Howard                                | partner Charles Boyer |
| 1935 | A vadon szava                             | Claire Blake                                  | rendezte: William A. Wellman partner Clark Gable                                                                                    |
| 1935 | Keresztes hadjárat                        | Berengaria                                    | rendezte: Cecil B. DeMille partner Henry Wilcoxon                                                                                   |
| 1936 | Államügyész                               | Lady Helen Dearden                            | rendezte Sam Wood partner Franchot Tone                                                                                             |
| 1936 | Titkos házasság                           | Ellen Neal                                    | partner Robert Taylor |
| 1936 | Ramona                                    | Ramona                                        | |
| 1936 | Szerelemből elégtelen                     | Susie Schmidt                                 | partnerei Janet Gaynor és Constance Bennett                                                                                         |
| 1937 | Szerelmi riport                           | Tony Gateson                                  | partner Tyrone Power |
| 1937 | Café Metropole                            | Laura Ridgeway                                | partner Tyrone Power |
| 1937 | Szerelmi párbaj                           | Myra Cooper                                   | partner Don Ameche |
| 1937 | Asszony és az orvos                       | Ina Heath Lewis                               | partner Warner Baxter |
| 1937 | A második nászút                          | Vicky Benton                                  | partner Tyrone Power |
| 1938 | Négy férfi, egy nő                        | Miss Lynn Cherrington                         | |
| 1938 | Férjfogás                                 | Pamela Charters                               | partner Joel McCrea |
| 1938 | Suez                                      | Eugenie de Montijo grófné                     | partner Tyrone Power |
| 1938 | Kentucky                                  | Sally Goodwin                                 | |
| 1939 | A jó házasság titka                       | Doris Borland                                 | partner Warner Baxter |
| 1939 | Alexander Graham Bell                     | Mrs. Habel Hubbard Bell                       | partnerei Don Ameche és Henry Fonda                                                                                                 |
| 1939 | Örökké a tied                             | Anita Halstead                                | partner David Niven |
| 1940 | The Doctor Takes a Wife                   | June Cameron                                  | |
| 1940 | He Stayed for Breakfast                   | Marianne Duval                                | partner Melvyn Douglas |
| 1941 | The Lady from Cheyenne                    | Annie Morgan                                  | |
| 1941 | The Men in Her Life                       | Lina Varsavina                                | |
| 1941 | Bedtime Story                             | Jane Drake                                    | partner Fredric March |
| 1942 | A Night To Remember                       | Nancy Troy                                    | partner Brian Aherne |
| 1943 | China                                     | Carolyn Grant                                 | partner Alan Ladd |
| 1944 | Ladies Courageous                         | Roberta Harper                                | partnerei Geraldine Fitzgerald és Diana Barrymore                                                                                   |
| 1944 | And Now Tomorrow                          | Emily Blair                                   | partnerei Alan Ladd és Susan Hayward                                                                                                |
| 1945 | És akkor jött Jones                       | Cherry de Longpre                             | partner Gary Cooper |
| 1946 | Az óra körbejár                           | Mary Longstreet                               | partnerei Edward G. Robinson és Orson Welles                                                                                        |
| 1947 | The Perfect Marriage                      | Maggie Williams                               | partner David Niven |
| 1947 | The Farmer's Daughter                     | Katrin Holmstrom                              | partnerei Joseph Cotten és Ethel Barrymore                                                                                          |
| 1947 | A püspök felesége                         | Julia Brougham                                | partnerei Cary Grant és David Niven                                                                                                 |
| 1948 | Rachel and the Stranger                   | Rachel                                        | partnerei William Holden és Robert Mitchum                                                                                          |
| 1949 | The Accused                               | Dr. Wilma Tuttle                              | partner Robert Cummings |
| 1949 | Mother Is a Freshman                      | Abigail Fortitude Abbott                      | partner Van Johnson |
| 1949 | Come to the Stable                        | Margaret nővér                                | partner Celeste Holm |
| 1950 | Key to the City                           | Clarissa Standish                             | partner Clark Gable |
| 1951 | Cause for Alarm!                          | Ellen Jones                                   | |
| 1951 | Half Angel                                | Nora Gilpin                                   | partner Joseph Cotten |
| 1952 | Paula                                     | Paula Rogers                                  | partnerei Kent Smith és Alexander Knox                                                                                              |
| 1952 | Because of You                            | Christine Carroll Kimberly                    | partner Jeff Chandler |
| 1953 | It Happens Every Thursday                 | Jane MacAvoy                                  | partner John Forsythe |
| 1986 | Boldog Karácsonyt, Mrs. Kingsley!         | Amanda Kingsley                               | partner Trevor Howard |
| 1989 | Lady in the Corner                        | Grace Guthrie                                 | |

### Televíziós sorozatok
- 1952: Family Theatre (egy epizód)
- 1953–1961: Letter to Loretta
- 1962–1963: The New Loretta Young Show

## Díjak és jelölések
| Év   | Díj                                                                      | Film címe                         | Eredmény |
| ---- | ------------------------------------------------------------------------ | --------------------------------- | -------- |
| 1948 | Oscar-díj a legjobb női főszereplőnek                                    | The Farmer's Daughter             | Elnyerte |
| 1950 | Oscar-díj a legjobb női főszereplőnek                                    | Come To The Stable                | Jelölve  |
| 1950 | Arany Alma-díj a legjobb színésznőnek                                    |                                   | Elnyerte |
| 1954 | Primetime Emmy-díj a legjobb női főszereplőnek (vígjátéksorozat)         | Letter to Loretta                 | Jelölve  |
| 1955 | Primetime Emmy-díj a legjobb női főszereplőnek (vígjátéksorozat)         | Letter to Loretta                 | Elnyerte |
| 1956 | Primetime Emmy-díj a legjobb női főszereplőnek (vígjátéksorozat)         | Letter to Loretta                 | Jelölve  |
| 1957 | Primetime Emmy-díj a legjobb női főszereplőnek (vígjátéksorozat)         | Letter to Loretta                 | Elnyerte |
| 1958 | Primetime Emmy-díj a legjobb női főszereplőnek (vígjátéksorozat)         | Letter to Loretta                 | Jelölve  |
| 1959 | Primetime Emmy-díj a legjobb női főszereplőnek (vígjátéksorozat)         | Letter to Loretta                 | Elnyerte |
| 1959 | Golden Globe-díj a legjobb televíziós műsornak                           | Letter to Loretta                 | Elnyerte |
| 1960 | Primetime Emmy-díj a legjobb női főszereplőnek (vígjátéksorozat)         | Letter to Loretta                 | Jelölve  |
| 1960 | Csillag a Hollywood Walk of Fame-en televízió kategóriában               |                                   | Elnyerte |
| 1960 | Csillag a Hollywood Walk of Fame-en mozgókép kategóriában                |                                   | Elnyerte |
| 1961 | Primetime Emmy-díj a legjobb női főszereplőnek (vígjátéksorozat)         | Letter to Loretta                 | Jelölve  |
| 1987 | Golden Globe-díj a legjobb női főszereplőnek (minisorozat vagy tévéfilm) | Boldog Karácsonyt, Mrs. Kingsley! | Elnyerte |
| 1988 | Chrystal Award                                                           |                                   | Elnyerte |
| 1990 | Golden Globe-díj a legjobb női főszereplőnek (minisorozat vagy tévéfilm) | Lady in the Corner                | Jelölve  |